# Kanellos Kanellopoulos
Kanèllos Kanellòpoulos (in greco Κανέλλος Κανελλόπουλος?; Vrachnaiika, 25 aprile 1957) è un ex ciclista su strada, pistard ed ex aviatore greco, 14 volte campione greco di ciclismo e sport estremi e pioniere dell'aviazione su velivoli ultraleggeri a propulsione umana.
Kanellopoulos, che attualmente risiede ad Atene, deve molta della sua fama a un exploit atletico e ingegneristico legato al volo, dai risvolti anche simbolici: l'avere spinto, con le proprie gambe, in una traversata del Mar Egeo, il Daedalus, un velivolo ultraleggero, risultato dalla collaborazione tra il Massachusetts Institute of Technology e la NASA.

## Carriera agonistica
Nella sua carriera agonistica, iniziata all'età di 14 anni con l'acquisto della prima bicicletta, ha completato oltre 500 gare, partecipando anche, nel 1984, ai Giochi olimpici della XXIII edizione di Los Angeles, quando fu coinvolto in una brutta caduta in gara. È stato 15 volte campione nazionale tra gare su strada e su pista e 16 volte campione balcanico su strada, in gare individuali e a squadre. È giunto secondo nella gara su strada della IX edizione dei Giochi del Mediterraneo, tenutasi a Casablanca nel 1983.
È stato membro della nazionale greca di ciclismo dal 1979 al 1983.

## Esperimento "Daedalus"

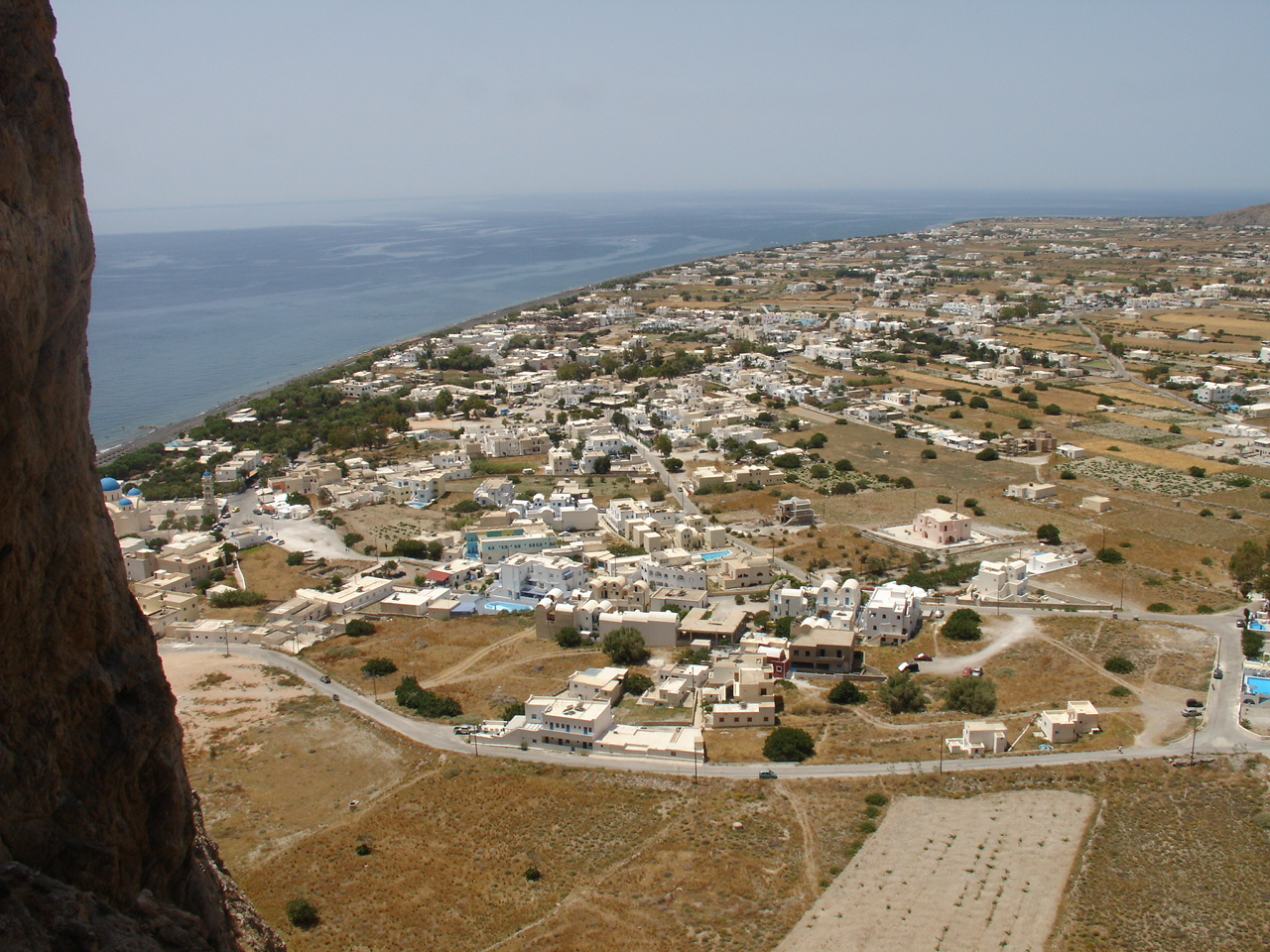
La spiaggia di Perissa, sull'isola di Santorini, punto d'arrivo della trasvolata egea, nelle Cicladi.

Kanellopoulos è divenuto celebre dopo che, nel 1985, fu selezionato come uno dei cinque piloti destinati a condurre e sostenere in volo i velivoli ultraleggeri a spinta umana progettati nell'ambito del Progetto Daedalus del MIT.
Dopo un intenso addestramento, Kanellopoulos prese il volo il 23 aprile 1988, a 30 anni, dall'aeroporto di Heraklion a Creta, pedalando a bordo del Daedalus, e trasvolando a bassa quota sull'Egeo, accompagnato da alcuni piccole imbarcazioni fino all'isola di Santorini, posta a nord di Creta, nell'arcipelago delle Cicladi.
Come altri ciclisti ben allenati, con i suoi 72 kg di peso, Kanellopoulos aveva una straordinaria capacità di ossigenazione. La trasvolata ha richiesto il consumo di circa quattro litri di una bevanda speciale a base di glucosio e sali minerali, appositamente sviluppata per quel volo, che egli aspirava attraverso un tubicino di plastica.
Dopo 3 ore e 54 minuti di volo, per oltre 115 chilometri, aveva quasi raggiunto Santorini mantenendo una velocità media di oltre 32 km orari con un leggero vento in coda, un record di percorrenza e velocità mai ottenuto fino ad allora da un velivolo a propulsione umana. Mentre si accingeva all'atterraggio sulla spiaggia di Perissa, raffiche di vento danneggiarono il boma di coda dell'aeroplano e un'ala, facendolo precipitare nel mare a breve distanza dalla costa. Il pilota fu in grado di districarsi dal relitto e raggiungere la riva a nuoto.
Kanellopoulos ebbe a dire in seguito: "La cosa davvero più bella è stata l'inizio". Il resto fu un duro lavoro, in volo a sette metri dalla superficie del mare, con uno sforzo richiesto equivalente al completamento di due maratone consecutive.
Per il suo volo record, Kanellopoulos ricevette nel 1988 l'Harmon Trophy per l'aviazione.